# Franchise Pictures
 (juillet 2024).
Franchise Pictures, LLC était une société de production et de distribution de films indépendante américaine, fondée par Elie Samaha, Ashok Amritraj et Andrew Stevens. Ils étaient connus pour leur production dans le genre du film d'action. La société possédait également une branche de jeux vidéo de courte durée, Franchise Interactive.

## Cinéma
- Murder of Crows (A Murder of Crows, 1998)
- Storm Catcher (1999)
- Au cœur du miracle (The Third Miracle, 1999)
- Les Anges de Boston (The Boondock Saints, 1999)
- Amours mortelles (Mercy, 2000)
- Mon voisin le tueur (The Whole Nine Yards, 2000)
- The Big Kahuna (2000)
- Battlefield Earth (2000)
- Jill the Killer (Jill Rips, 2000)
- L'Art de la guerre (The Art of War, 2000)
- Auggie Rose (2000)
- Get Carter (2000)
- Animal Factory (2000)
- The Pledge (2001)
- Destination: Graceland (3000 Miles to Graceland, 2001)
- The Caveman's Valentine (2001)
- Ce que je sais d'elle... d'un simple regard (Things You Can Tell Just by Looking at Her, 2001)
- Agent destructeur (Agent Red, 2001)
- Driven (2001)
- Angel Eyes (2001)
- Viva Las Nowhere (2001)
- Braquages (Heist, 2001)
- Green Dragon (2002)
- The Robbery (Zig Zag, 2002)
- Terreur.point.com (FeardotCom, 2002)
- Mafia Love (Avenging Angelo, 2002)
- If... Dog... Rabbit... (2002)
- Père et Flic (City by the Sea, 2002)
- Ballistic (Ballistic: Ecks vs. Sever, 2002)
- Mission Alcatraz (Half Past Dead, 2002)
- The 4th Tenor (2002)
- L'Affaire Van Haken (The Foreigner, 2003)
- Espion mais pas trop ! (The In-Laws, 2003)
- Alex et Emma (Alex & Emma, 2003)
- Final Examination (2003)
- Spartan (2004)
- Mon voisin le tueur 2 (The Whole Ten Yards, 2004)
- Le Protecteur (Out of Reach, 2004)
- Le Singe Funky (Funky Monkey, 2004)
- Retrograde (2005)
- Piège au soleil levant (Into the Sun, 2005)
- Un coup de tonnerre (A Sound of Thunder, 2005)
- Tristan et Yseult (Tristan & Isolde, 2006)
- The Wendell Baker Story (2007)